# 流民の歌
『流民の歌』（るみんのうた）は1981年にリリースされた、甲斐バンドの3枚目のライブ・アルバム。

## 概要
甲斐バンド3枚目のライブ盤。当時、破格のLP盤3枚組4920円でリリースされた。
収録は全て1980年に行われており、初の野外イベント『100万$ナイト in HAKONE』（箱根芦ノ湖畔：8月10日）と『DECEMBERS OUTLOWS 1980 FINAL』（愛知県体育館：12月5日・日本武道館：12月8日～12月9日・大阪府立体育館：12月13日・福岡九電記念体育館：12月20日の6公演）と銘打たれたツアーの音源となっている。
2007年に紙ジャケット・デジタルリマスター盤にて復刻された。その際、1曲のボーナストラックが収録された。

## 収録曲

### オリジナル

#### Disc-1
Side-A
1. 翼あるもの
2. 地下室のメロディー
3. 一世紀前のセックス・シンボル
4. カーテン

Side-B
1. 嵐の季節
2. ポップコーンをほおばって
3. 氷のくちびる

#### Disc-2
Side-A
1. 最後の夜汽車
2. 安奈
3. 二色の灯

Side-B
1. きんぽうげ
2. 涙の十番街
3. HERO（ヒーローになる時、それは今）
4. LADY

#### Disc-3
Side-A
1. ビューティフル・エネルギー
2. 汽笛の響き
3. 荒馬
4. 天使（エンジェル）

Side-B
1. 漂泊者（アウトロー）
2. 100万$ナイト

### 2007年リマスター紙ジャケ盤

#### Disc-1
1. 翼あるもの
2. 地下室のメロディー
3. 一世紀前のセックス・シンボル
4. カーテン
5. 嵐の季節
6. ポップコーンをほおばって
7. 氷のくちびる
8. 最後の夜汽車
9. 安奈
10. 二色の灯

#### Disc-2
1. きんぽうげ
2. 涙の十番街
3. HERO（ヒーローになる時、それは今）
4. LADY（レディー）
5. ビューティフル・エネルギー
6. 汽笛の響き
7. 荒馬
8. 天使（エンジェル）
9. 漂泊者（アウトロー）
10. 100万$ナイト

Bonus Track
1. 冷たい愛情